# Phaeographis girringunensis
Phaeographis girringunensis är en lavart som beskrevs av A. W. Archer & Elix. Phaeographis girringunensis ingår i släktet Phaeographis och familjen Graphidaceae.   Inga underarter finns listade i Catalogue of Life.